# Обухівка (Вознесенський район)
Обу́хівка —  село в Україні, у Новомар'ївській сільській громаді Вознесенського району Миколаївської області. Населення становить 487 осіб. Орган місцевого самоврядування — Новомар'ївська сільська рада.

## Історія

### У складі Російської імперії
Відомо, що на початку XIX століття на території поселення з'явились перші пасіки.
Поселення Обухівка Братської волості Єлисаветградського повіту Херсонської губернії отримало свою назву після прибуття 1895 року вигнанців з містечка Обухів, що на Київщині. Так, 1894 року робітники обухівського маєтку князів Горчакових, вимагаючи підвищення платні та скорочення робочого дня розпочали бунт. Селяни самовільно рубали ліс, палили сіно, косили сіножаті. Князь, київський віце-губернатор Констянтин Олександрович Горчаков прибув на місце подій для переговорів, які не мали успіху. То ж власник маєтку був змушений пригнати загін козаків. Бунтівників разом із сім'ями під конвоєм відправили в Таврію. Відомі прізвища деяких з них: організатор заворушення Петро Іванович Ленда, Бишевий, Благорозумний, Роман Деревінський, Довгопол, Петро Довгопят, Семен Заєць, Кравець, Ревенко, Рогоза, Фесенко. Нові поселенці розташувались на березі ріки Комишувата, поблизу села Наградівка (Байковичі також), яке належало ротмістру Івану Карловичу де-Спіллер.  
Станом на 1906 рік тут значилось 483 двори, 3720 жителів.

### У складі УРСР
В 1930-х роках в селі Обухівці організовано колгосп, головою якого обрано Остапа Ленду. Місцеві активісти розібрали недобудовану церкву, цеглу з якої змогли використати для будівництва місцевої школи. 
Указом Президії Верховної ради УРСР влітку 1946 року до Обухівської сільської ради Арбузинського району Миколаївської області було приєднано село Наградівка, яке фактично стало частиною Обухівки.   

## Населення
Згідно з переписом УРСР 1989 року чисельність наявного населення села становила 441 особа, з яких 196 чоловіків та 245 жінок.
За переписом населення України 2001 року в селі мешкала 481 особа.

### Мова
Розподіл населення за рідною мовою за даними перепису 2001 року:
| Мова       | Відсоток |
| ---------- | -------- |
| українська | 89,73 %  |
| російська  | 7,80 %   |
| молдовська | 2,46 %   |